# Louise H. Emmons
Louise Hickok Emmons (* 23. August 1943 in Montevideo, Uruguay) ist eine US-amerikanische Mammalogin. Ihre Forschungsschwerpunkte sind die Verbreitung und Ökologie von tropischen Säugetieren.

## Leben
Emmons kam als Tochter eines US-amerikanischen Diplomaten in Montevideo zur Welt. Den größten Teil ihrer Kindheit verbrachte sie mit ihrem Vater in Spanien, Australien, Irland und Malaysia, bevor sie in die Vereinigten Staaten zurückkehrte und in Vermont ihren Highschoolabschluss erlangte. Ein Biologielehrer an der Highschool förderte Emmons’ frühe Leidenschaft für die Wissenschaft und die Natur und verhalf ihr zu einem Sommerjob als Forschungsassistentin am Woods Hole Marine Biological Laboratory in Massachusetts, wo ihre wissenschaftliche Laufbahn begann. 1965 erlangte sie am Sarah Lawrence College in Westchester County, New York ihren Bachelor of Arts. Nach dem College war sie drei Jahre als Laborantin beim Albert Einstein College of Medicine in New York City tätig, bevor sie sich in die Graduiertenschule der Abteilung für Neurobiologie und Verhalten der Cornell University in Ithaca, New York einschrieb. Während ihrer Studienzeit verbrachte Emmons 25 Monate in Gabun, wo sie für ihre Doktorarbeit Feldstudien über Baumhörnchen betrieb. 1975 wurde sie mit der Dissertation Ecology and behavior of African rainforest squirrels. zum Ph.D. an der Cornell University promoviert. Anschließend erhielt sie ein einjähriges Stipendium als Forschungsmitarbeiterin am Centre national de la recherche scientifique in Frankreich, wovon sie sechs Monate in Gabun und sechs Monate in Paris verbrachte. Nach einem kurzen Aufenthalt an der Pennsylvania State University wurde Emmons 1981 Wissenschaftliche Mitarbeiterin an der Abteilung für Säugetiere der Smithsonian Institution. 
Emmons studierte die Ökologie und Verbreitung von tropischen Säugetieren in vielen Ländern, darunter in Gabun, in Borneo, in Peru und Bolivien. Von 1989 bis 1997 war sie Mitarbeiterin des Rapid Assessment Program der Naturschutzorganisation Conservation International, welches das Ziel verfolgt, Ländern biologische Informationen zur Verfügung zu stellen, auf deren Grundlage Entscheidungen über die Erhaltung von wenig erforschten Regionen getroffen werden können. Im Rahmen dieses Projekts wirkte Emmons an 14 Feldstudien über tropische Säugetiere mit. 
Interessensschwerpunkte von Emmons’ taxonomischer Forschung sind die hohe Vielfalt von tropischen Säugetiergemeinschaften sowie Studien über die Familie der Stachelratten (Echimyidae) der Neuen Welt. In weiteren ökologischen Studien beschäftigte sie sich mit Ozelots, Baumhörnchen, Spitzhörnchen und Quastenstachler. Ihre Feldforschung umfasste unter anderem eine Langzeitstudie über die Säugetierfauna der Wald-Savannen-Ökosysteme im Nationalpark Noel Kempff Mercado in Bolivien. Inhalte dieser Studie waren die Erforschung der Gemeinschaften von Fledermäusen und bodenbewohnenden Kleinsäugern sowie die Kennzeichnung von Mähnenwölfen mit GPS-Funkhalsbändern. 
Emmons war an über 100 wissenschaftlichen Publikationen beteiligt. 1990 veröffentlichte sie das Werk Neotropical Mammals: A Field Guide. 2013 schrieb sie die Abschnitte über das Afrikanische Palmenhörnchen, das Afrikanische Zwerghörnchen und über die Ölpalmenhörnchen (Protoxerus) im Werk The Mammals of Africa von Jonathan Kingdon. 2015 schrieb sie gemeinsam mit James L. Patton die Familienartikel zu Dasyproctidae, Abrocomidae und Echimyidae sowie zum Gattungsartikel über die Maulwurfsmäuse (Juscelinomys) im Werk Mammals of South America Volume 2: Rodents. 2016 verfasste sie das Familienkapitel zu den Chinchillaratten (Abrocomidae) im Werk Handbook of the Mammals of the World Volume 6: Rodents I.
Emmons verfasste die wissenschaftlichen Erstbeschreibungen zu den Arten Juscelinomys guaporensis, Juscelinomys huanchacae, Pithecheirops otion, Phyllomys pattoni und Cuscomys ashaninka sowie zu den Gattungen Pithecheirops, Cuscomys, Callistomys, Pattonomys und Olallamys. 2005 transferierte sie die 1899 von Joel Asaph Allen beschriebene Rotschopf-Baumratte in die neugeschaffene monotypische Gattung Santamartamys.

## Dedikationsnamen und Auszeichnungen
1998 benannten Guy Musser, Michael D. Carleton, Eric M. Brothers und Alfred L. Gardner die Alfaro-Reisratte (Euryoryzomys emmonsae) aus Brasilien zu Ehren von Louise Emmons.
2002 erhielt Emmons den Outstanding Achievement Award für 30 Jahre Arbeit über die Ökologie tropischer und neotropischer Regenwälder von der Society of Woman Geographers.
2008 wurde sie zum Ehrenmitglied der Association of Tropical Biology and Conservation (ATBC) ernannt.